# Fußballclub Basel 1893 2000-2001
Questa voce raccoglie le informazioni riguardanti il Fußballclub Basel 1893 nelle competizioni ufficiali della stagione 2000-2001.

## Stagione
Nella stagione 2000-2001 il Basilea, allenato da Christian Gross, concluse il campionato di Lega Nazionale A al 5º posto. Il Basilea concluse il girone di play-off al 4º posto. In Coppa UEFA il Basilea fu eliminato al secondo turno dal Feyenoord.

## Rosa
| N. |                       | Ruolo | Calciatore           |
| -- | --------------------- | ----- | -------------------- |
| 1  | Slovacchia (bandiera) | P     | Miroslav König       |
| 1  | Svizzera (bandiera)   | P     | Pascal Zuberbühler   |
| 2  | Svizzera (bandiera)   | D     | Massimo Ceccaroni    |
| 3  | Svizzera (bandiera)   | D     | Philippe Cravero     |
| 4  | Svizzera (bandiera)   | D     | Alexandre Quennoz    |
| 5  | Germania (bandiera)   | D     | Oliver Kreuzer       |
| 6  | Svizzera (bandiera)   | C     | Benjamin Huggel      |
| 7  | Camerun (bandiera)    | A     | Jean-Michel Tchouga  |
| 8  | Spagna (bandiera)     | C     | Carlos Varela        |
| 9  | Sudafrica (bandiera)  | A     | George Koumantarakis |
| 10 | Svizzera (bandiera)   | A     | Marco Streller       |
| 11 | Turchia (bandiera)    | C     | Çetin Güner          |
| 12 | Svizzera (bandiera)   | C     | Sébastien Barberis   |
| 13 | Svizzera (bandiera)   | D     | Ivan Reimann         |
| 14 | Svizzera (bandiera)   | C     | Nenad Savić          |

| N. |                                | Ruolo | Calciatore        |
| -- | ------------------------------ | ----- | ----------------- |
| 15 | Svizzera (bandiera)            | D     | Murat Yakın       |
| 16 | Togo (bandiera)                | C     | Yao Aziawonou     |
| 17 | Svizzera (bandiera)            | C     | Mario Cantaluppi  |
| 18 | Svizzera (bandiera)            | P     | Romain Crevoisier |
| 19 | Svizzera (bandiera)            | A     | André Muff        |
| 20 | Svizzera (bandiera)            | D     | Iván Knez         |
| 21 | Svizzera (bandiera)            | C     | Feliciano Magro   |
| 22 | Serbia e Montenegro (bandiera) | C     | Ivan Ergić        |
| 23 | Svizzera (bandiera)            | D     | Philipp Degen     |
| 24 | Svizzera (bandiera)            | C     | Thierry Ebe       |
| 25 | Svizzera (bandiera)            | P     | Marcel Herzog     |
| 26 | Ghana (bandiera)               | A     | Edmond N'Tiamoah  |
| 27 | Svizzera (bandiera)            | P     | Slaven Matan      |
| 28 | Svizzera (bandiera)            | C     | Hakan Yakın       |
| 29 | Camerun (bandiera)             | A     | Hervé Tum         |

## Organigramma societario
Area tecnica
- Allenatore: Christian Gross
- Allenatore in seconda: Hanspeter Latour
- Preparatore dei portieri:
- Preparatori atletici: Harry Körner

## Calciomercato

### Sessione estiva
| Acquisti | Acquisti | Acquisti | Acquisti |
| R.       | Nome     | da       | Modalità |
| -------- | -------- | -------- | -------- |

| Cessioni | Cessioni | Cessioni | Cessioni |
| R.       | Nome     | a        | Modalità |
| -------- | -------- | -------- | -------- |

### Sessione invernale
| Acquisti | Acquisti | Acquisti | Acquisti |
| R.       | Nome     | da       | Modalità |
| -------- | -------- | -------- | -------- |

| Cessioni | Cessioni | Cessioni | Cessioni |
| R.       | Nome     | a        | Modalità |
| -------- | -------- | -------- | -------- |

## Risultati

### Lega Nazionale A

#### andata
| Arbitro: | Meier |

|                            |           |             |
| Tchouga 11’, 61’, 66’, 76’ | Marcatori | 56’ Fayolle |

| Arbitro: | Golay |

|                              |           |  |
| Tachie-Mensah 50’ Zambaz 90’ | Marcatori |  |

| Arbitro: | Schoch |

|                                                                          |           |                             |
| Huggel 7’, 74’ Kreuzer 9’ (rig.) Tchouga 15’, 60’, 85’ (rig.) Tholot 67’ | Marcatori | 26’ Frei 29’, 35’, 65’ Wyss |

| Arbitro: | Stuchlik |

|                  |           |  |
| Zanni 49’ (aut.) | Marcatori |  |

| Arbitro: | Nobs |

|                 |           |  |
| Constantino 66’ | Marcatori |  |

| Arbitro: | Beck |

|                        |           |                            |
| Kreuzer 5’ Tchouga 27’ | Marcatori | 16’ Bullo 29’, 44’ Giménez |

| Arbitro: | Meier |

|            |           |             |
| Lonfat 84’ | Marcatori | 25’ Tchouga |

| Arbitro: | Busacca |

|                |           |                     |
| Magro 29’, 41’ | Marcatori | 57’ Jairo 74’ Amoah |

| Arbitro: | Petignat |

|  |           |             |
|  | Marcatori | 36’ Tchouga |

| Arbitro: | Rutz |

|                    |           |                  |
| Kreuzer 64’ (rig.) | Marcatori | 76’ Kavelashvili |

| Arbitro: | Beck |

|                                 |           |  |
| Thiaw 17’ Kuźba 64’, 68’ (rig.) | Marcatori |  |

#### ritorno
| Arbitro: | Rogalla |

|                    |           |           |
| Enílton 82’ (rig.) | Marcatori | 70’ Savić |

| Arbitro: | Schmid |

|                                                          |           |            |
| Huggel 4’ Cantaluppi 19’ Tchouga 55’ Muff 78’ Varela 85’ | Marcatori | 70’ Camara |

| Arbitro: | Bertolini |

|  |           |                        |
|  | Marcatori | 15’, 35’ Koumantarakis |

| Arbitro: | Leuba |

|           |           |                       |
| Yakın 31’ | Marcatori | 15’ Tholot 27’ Varela |

| Arbitro: | Wildhaber |

|                                   |           |           |
| Cantaluppi 65’ Kreuzer 67’ (rig.) | Marcatori | 36’ Jenny |

| Arbitro: | Benkö |

|             |           |  |
| Giménez 60’ | Marcatori |  |

| Arbitro: | Petignat |

|                                         |           |                         |
| Cantaluppi 16’ Muff 46’, 47’ Tholot 76’ | Marcatori | 12’ Ippoliti 35’ Petrov |

| Arbitro: | Lehner |

|                                     |           |  |
| Nixon 24’, 75’ Müller 45’ Amoah 68’ | Marcatori |  |

| Arbitro: | Busacca |

|                                                          |           |                    |
| Koumantarakis 24’ Huggel 30’, 47’ Tchouga 65’ Tholot 85’ | Marcatori | 7’, 54’ Wiederkehr |

| Arbitro: | Meier |

|                                       |           |  |
| Kavelashvili 33’ (rig.) Jamarauli 68’ | Marcatori |  |

| Arbitro: | Rutz |

|                      |           |                             |
| Ergić 9’ Kreuzer 11’ | Marcatori | 27’ Lombardo 42’, 63’ Kuźba |

### Play-off

#### andata
| Arbitro: | Schoch |

|                               |           |  |
| Petrov 15’ Frei 33’ Oruma 74’ | Marcatori |  |

| Zurigo 11 marzo 2001, ore 16:15 CET 3ª giornata | Grasshoppers | 0 – 0 referto | Basilea | Hardturm (11 100 spett.)\| Arbitro: \| Meier \| |
| Arbitro:                                        | Meier        |               |         |                                                 |

| Basilea 15 marzo 2001, ore 20:15 CET 2ª giornata | Basilea | 0 – 0 referto | Losanna | St. Jakob-Park (33 433 spett.)\| Arbitro: \| Busacca \| |
| Arbitro:                                         | Busacca |               |         |                                                         |

| Arbitro: | Leuba |

|                                   |           |             |
| Tum 51’, 62’ Magro 56’ Varela 58’ | Marcatori | 22’ Giménez |

| Zurigo 31 marzo 2001, ore 16:15 CEST 5ª giornata | Zurigo | 0 – 0 referto | Basilea | Stadio Letzigrund (12 200 spett.)\| Arbitro: \| Beck \| |
| Arbitro:                                         | Beck   |               |         |                                                         |

| Arbitro: | Petignat |

|                      |           |            |
| Tchouga 8’ Yakın 76’ | Marcatori | 90’ Sirufo |

| Arbitro: | Bertolini |

|         |           |          |
| Tum 51’ | Marcatori | 56’ Gane |

#### ritorno
| Arbitro: | Schoch |

|                                     |           |                      |
| Zwyssig 30’ Nixon 46’ Zellweger 90’ | Marcatori | 58’ Huggel 83’ Yakın |

| Arbitro: | Meier |

|  |           |           |
|  | Marcatori | 40’ Yakın |

| Arbitro: | Nobs |

|                     |           |            |
| Huggel 6’ Yakın 65’ | Marcatori | 71’ Chihab |

| Arbitro: | Brugger |

|            |           |           |
| Giménez 9’ | Marcatori | 36’ Yakın |

| Arbitro: | Beck |

|                        |           |                                  |
| Tum 21’ Magro 62’, 75’ | Marcatori | 10’ Cabanas 90’ Núñez 90’ Camara |

| Arbitro: | Meier |

|                  |           |            |
| Kuźba 83’ (rig.) | Marcatori | 43’ Huggel |

| Arbitro: | Leuba |

|              |           |          |
| Barberis 79’ | Marcatori | 51’ Frei |

### Coppa UEFA

#### Turno preliminare
| Arbitro: | Mengual |

|             |           |                                          |
| Zanotti 79’ | Marcatori | 13’, 22’ Tchouga 40’ Muff 48’, 77’ Magro |

| Arbitro: | Malcolm |

|                                                                         |           |  |
| Muff 7’ Magro 19’, 21’ Cantaluppi 30’ Tholot 39’, 85’ Koumantarakis 81’ | Marcatori |  |

#### Fase a eliminazione diretta
| Arbitro: | Ishchenko |

|                                         |           |                           |
| Magro 7’ Tchouga 53’ Kreuzer 86’ (rig.) | Marcatori | 47’ Ludvigsen 72’ Helstad |

| Arbitro: | Koren |

|                                             |           |                                                             |
| Karadaş 3’, 40’ Brendesæter 8’ Terehhov 30’ | Marcatori | 19’ Tchouga 58’ (aut.) Wassberg 60’ (rig.) Kreuzer 90’ Muff |

| Arbitro: | Rowbotham |

|             |           |                       |
| Tchouga 62’ | Marcatori | 60’ Kalou 84’ Bosvelt |

| Arbitro: | Baskakov |

|          |           |  |
| Kalou 3’ | Marcatori |  |

## Statistiche

### Statistiche di squadra
| Competizione     | Punti | In casa | In casa | In casa | In casa | In casa | In casa | In trasferta | In trasferta | In trasferta | In trasferta | In trasferta | In trasferta | Totale | Totale | Totale | Totale | Totale | Totale | DR  |
| Competizione     | Punti | G       | V       | N       | P       | Gf      | Gs      | G            | V            | N            | P            | Gf           | Gs           | G      | V      | N      | P      | Gf     | Gs     | DR  |
| ---------------- | ----- | ------- | ------- | ------- | ------- | ------- | ------- | ------------ | ------------ | ------------ | ------------ | ------------ | ------------ | ------ | ------ | ------ | ------ | ------ | ------ | --- |
| Lega Nazionale A | 34    | 11      | 7       | 2       | 2       | 35      | 20      | 11           | 3            | 2            | 6            | 7            | 16           | 22     | 10     | 4      | 8      | 42     | 36     | +6  |
| Play-off         | -     | 7       | 3       | 4       | 0       | 13      | 8       | 7            | 1            | 4            | 2            | 5            | 8            | 14     | 4      | 8      | 2      | 18     | 16     | +2  |
| Coppa Intertoto  | -     | 4       | 3       | 1       | 0       | 9       | 2       | 4            | 2            | 1            | 1            | 8            | 8            | 8      | 5      | 2      | 1      | 17     | 10     | +7  |
| Coppa UEFA       | -     | 3       | 2       | 0       | 1       | 11      | 4       | 3            | 1            | 1            | 1            | 9            | 6            | 6      | 3      | 1      | 2      | 20     | 10     | +10 |
| Totale           | 34    | 25      | 15      | 7       | 3       | 68      | 34      | 25           | 7            | 8            | 10           | 29           | 38           | 50     | 22     | 15     | 13     | 97     | 72     | +25 |

### Andamento in campionato
| Giornata  | 1 | 2 | 3 | 4 | 5 | 6 | 7 | 8 | 9 | 10 | 11 | 12 | 13 | 14 | 15 | 16 | 17 | 18 | 19 | 20 | 21 | 22 |
| --------- | - | - | - | - | - | - | - | - | - | -- | -- | -- | -- | -- | -- | -- | -- | -- | -- | -- | -- | -- |
| Luogo     | C | T | C | C | T | C | T | C | T | C  | T  | T  | C  | T  | T  | C  | T  | C  | T  | C  | T  | C  |
| Risultato | V | P | V | V | P | P | N | N | V | N  | P  | N  | V  | V  | V  | V  | P  | V  | P  | V  | P  | P  |
| Posizione | 1 | 4 | 3 | 1 | 5 | 6 | 5 | 5 | 4 | 5  | 6  | 6  | 6  | 5  | 5  | 4  | 4  | 4  | 4  | 3  | 4  | 5  |

Legenda:

Luogo: C = Casa; T = Trasferta. Risultato: V = Vittoria; N = Pareggio; P = Sconfitta.

### Statistiche dei giocatori
| Giocatore        | Lega Nazionale A | Lega Nazionale A | Lega Nazionale A | Lega Nazionale A | Coppa UEFA | Coppa UEFA | Coppa UEFA  | Coppa UEFA | Totale   | Totale | Totale      | Totale     |
| Giocatore        | Presenze         | Reti             | Ammonizioni      | Espulsioni       | Presenze   | Reti       | Ammonizioni | Espulsioni | Presenze | Reti   | Ammonizioni | Espulsioni |
| ---------------- | ---------------- | ---------------- | ---------------- | ---------------- | ---------- | ---------- | ----------- | ---------- | -------- | ------ | ----------- | ---------- |
| Y. Aziawonou     | 3                | 0                | 0                | 0                | 2          | 0          | 0           | 0          | 5        | 0      | 0           | 0          |
| S. Barberis      | 20               | 0                | 4                | 0                | 6          | 0          | 0           | 0          | 26       | 0      | 4           | 0          |
| M. Cantaluppi    | 18               | 3                | 8                | 0                | 6          | 1          | 0           | 0          | 24       | 4      | 8           | 0          |
| M. Ceccaroni     | 15               | 0                | 1                | 0                | 3          | 0          | 0           | 0          | 18       | 0      | 1           | 0          |
| P. Cravero       | 15               | 0                | 3                | 1                | 4          | 0          | 0           | 0          | 19       | 0      | 3           | 1          |
| R. Crevoisier    | 1                | 0                | 0                | 0                | 0          | 0          | 0           | 0          | 1        | 0      | 0           | 0          |
| P. Degen         | 0                | 0                | 0                | 0                | 0          | 0          | 0           | 0          | 0        | 0      | 0           | 0          |
| T. Ebe           | 6                | 0                | 0                | 0                | 0          | 0          | 0           | 0          | 6        | 0      | 0           | 0          |
| I. Ergić         | 10               | 1                | 1                | 0                | 2          | 0          | 0           | 0          | 12       | 1      | 1           | 0          |
| Ç. Güner         | 0                | 0                | 0                | 0                | 0          | 0          | 0           | 0          | 0        | 0      | 0           | 0          |
| B. Huggel        | 20               | 5                | 5                | 0                | 4          | 0          | 0           | 0          | 24       | 5      | 5           | 0          |
| I. Knez          | 21               | 0                | 0                | 0                | 5          | 0          | 0           | 0          | 26       | 0      | 0           | 0          |
| G. Koumantarakis | 13               | 3                | 1                | 1                | 5          | 1          | 0           | 0          | 18       | 4      | 1           | 1          |
| O. Kreuzer       | 21               | 5                | 6                | 0                | 5          | 2          | 0           | 0          | 26       | 7      | 6           | 0          |
| M. König         | 18               | 0                | 1                | 0                | 6          | 0          | 0           | 0          | 24       | 0      | 1           | 0          |
| F. Magro         | 19               | 2                | 5                | 0                | 6          | 5          | 0           | 0          | 25       | 7      | 5           | 0          |
| S. Matan         | 0                | 0                | 0                | 0                | 0          | 0          | 0           | 0          | 0        | 0      | 0           | 0          |
| A. Muff          | 13               | 3                | 1                | 0                | 4          | 3          | 0           | 0          | 17       | 6      | 1           | 0          |
| E. N'Tiamoah     | 14               | 0                | 0                | 0                | 3          | 0          | 0           | 0          | 17       | 0      | 0           | 0          |
| A. Quennoz       | 10               | 0                | 3                | 0                | 4          | 0          | 0           | 0          | 14       | 0      | 3           | 0          |
| I. Reimann       | 0                | 0                | 0                | 0                | 0          | 0          | 0           | 0          | 0        | 0      | 0           | 0          |
| N. Savić         | 15               | 1                | 2                | 0                | 2          | 0          | 0           | 0          | 17       | 1      | 2           | 0          |
| J. Tchouga       | 19               | 12               | 6                | 0                | 6          | 5          | 0           | 0          | 25       | 17     | 6           | 0          |
| D. Tholot        | 13               | 4                | 3                | 0                | 3          | 2          | 0           | 0          | 16       | 6      | 3           | 0          |
| H. Tum           | 14               | 4                | 1                | 0                | 0          | 0          | 0           | 0          | 14       | 4      | 1           | 0          |
| C. Varela        | 20               | 2                | 4                | 0                | 6          | 0          | 0           | 0          | 26       | 2      | 4           | 0          |
| H. Yakın         | 11               | 4                | 2                | 0                | 0          | 0          | 0           | 0          | 11       | 4      | 2           | 0          |
| M. Yakın         | 10               | 1                | 2                | 0                | 0          | 0          | 0           | 0          | 10       | 1      | 2           | 0          |
| P. Zuberbühler   | 3                | 0                | 0                | 0                | 0          | 0          | 0           | 0          | 3        | 0      | 0           | 0          |